# Kõlleste
Kõlleste è un comune rurale dell'Estonia sudorientale, nella contea di Põlvamaa. Il centro amministrativo è la località (in estone küla) di Krootuse.

## Località
Oltre al capoluogo, il comune comprende altre 11 località:
Häätaru - Ihamaru - Karaski - Karilatsi - Krootuse - Palutaja - Piigaste - Prangli - Tõdu - Tuulemäe - Veski - Voorepalu